# Ruholláh Homeini
Ruholláh Muszavi Homeini perzsául:  روح الله موسوی خمینی, klasszikus vokalizáció szerinti tudományos átiratban Rūḥullāh Mūsawī H̱umaynī; magyarul Homeini (olykor Khomeini) (Perzsia, Homejn, 1902. szeptember 24. – Iráni Iszlám Köztársaság, Teherán, 1989. június 3.) iráni síita vallási vezető (ajatollah, mardzsa), az 1979-es iráni forradalom egyik vezéralakja, majd Pahlavi sah elűzésétől haláláig a „forradalom vezetőjeként” (rahbar-e engeláb) Irán de facto legfőbb vezetője volt. Az iráni nép szellemi vezetőjeként sikeresen dacolt a nyugati befolyással szemben, eközben az egész iszlám világban hatalmas tekintélyre tett szert.

## Életpályája
Homeini ősei indiai eredetűek voltak és a 18. században telepdtek le a mai Irán területén. Ruholláh Muszavi Homeini (akinek a neve azt jelenti: "Isten lelke"), 1902. szeptember 22-én (egyes források szerint szeptember 24-én) született Irán Homejn nevű tartományában. Családja férfi tagjai nemzedékek óta köztiszteletben álló síita teológusok és jogtudósok – ajatollahok voltak (a perzsa kifejezés jelentése: Allah csodajele), így ő maga is e hagyomány folytatója lett. Apai nagyapja Szejjed Ahmad Muszavi Hindi is híres kiemelkedő tudós volt az iszlám világban, aki később áttelepült az Oszmán Birodalomba, mivel lakóhelyük akkor még a Brit-India részét képezte és ő maga szembenállt az angol uralommal.
Ruholláh mindössze néhány hónapos volt, amikor elveszítette apját Musztafa Muszavi Homeinit, akit a rezsim elleni kiállása miatt meggyilkoltak. A gyermeket apai nagynénje nevelte édesanyjával Hajieh Aga Hamúnnal.
Ruholláh hatéves korában kezdte a Koránt tanulmányozni, majd a következő évben a helyi iskolába iratkozott, ahol a vallás alapjait sajátította el, például siralmas énekeket és más, a muszlim iskolákban hagyományos tárgyakat tanult. Egész gyermekkorában képezte magát a vallási tárgyakban, rokonai, köztük anyai unokatestvére, Dzsafar, és a bátyja, Morteza Paszandideh segítségével. Az I. világháború után arra készült, hogy tanulmányait Iszfahánban folytassa, de őt jobban vonzotta egy Arákban meghirdetett szeminárium, így végül 1920-ban oda költözött és Abdul Karim Haeri Jazdi ajatollah tanítványa lett. A következő évben tanára áthelyezte szemináriumát a szent városba Komba (délnyugatra Teherántól), és tanítványai követték. Homeini tanulmányozta az iszlám jogot (saría) és jogtudományt (fikh) ezzel egyidőben a költészet illetve az iszlám miszticizmus és vallásfilozófia (irfán és kalám) terén is jártasságot szerzett.
Mestere halála után (1924) nem szűnt meg érdeklődése a filozófia és miszticizmus iránt, legnagyobb hatással talán Mirza Mohamed Ali Sahabadi volt rá, és a különféle történelmi szúfi misztikusok, például Mulla Szadra és Ibn Arabi. Homeini görög filozófiát is tanult, Arisztotelészt tekintette a logikai gondolkodás atyjának, és Platón tekintélyét szilárdnak és megalapozottnak vélte. Az iszlám filozófusok közül főként Avicenna és Mulla Sadra munkáit értékelte nagyra.
Filozófiai tanulmányai mellett Homeini érdeklődött az irodalom és költészet iránt is. Összegyűjtött költeményeit halála után adták ki. Ezek főként kamaszkor elején születtek, elsősorban misztikus, politikai és társadalmi témákat öleltek fel.
Ruholláh Khomeini évtizedekig volt vezető tanára a nedzsefi és komi szemináriumoknak, így hamar ismertségre tett szert politikai színtéren is, az iszlám tudományok vezető tudósa lett. Tanított a politikai filozófiát, iszlám történelmet és etikát. Számos tanítványa – például Morteza Motahhari – később vezető iszlám filozófusok lettek. Mint tudós és tanár, Homeini számos írást jelentetett meg az iszlám filozófia, jog, és etika tárgyköréből.
Szemináriumi tanításai során gyakran hangoztatta a vallás fontosságát a gyakorlati társadalmi és politikai kérdések terén, már a negyvenes években is folyamatosan dolgozott a szekularizmus ellen. Első könyve, Kasf al-Aszrar (Titkok feltárása) 1942-ben jelent meg, ebben cáfolta Ahmad Kaszravi antiklerikális történész Aszrar-e hazar szalih (Ezer év titkai) c. könyvében megjelent nézeteit, és kifejtette álláspontját Reza sah újításai, például a hidzsáb betiltása, vagy a nemzetközi időzónák iráni alkalmazása ellen. Komból Teheránba ment Haszan Mudarrisz ajatollah előadásait hallgatni, aki a húszas években az iráni ellenzék vezetője volt. 1963-ban, Sejjed Huszajn Borudzserdi halála után megkapta a mardzsa címet.
1963 januárjában a sah bejelentette a Fehér forradalomnak nevezett mozgalmat, amelyben hatpontos reformprogramot hirdetett meg: földreform, az erdők államosítása, az állami tulajdonú vállalatok értékesítése magánbefektetőknek, választási reform, például a nők felszabadítása, választójoga tekintetében és lehetővé tette a nem muszlimoknak is, hogy tisztségeket szerezzenek az államapparátusban, ugyanakkor nyereségrészesedést az iparban, egyúttal kampányt hirdetett a nemzeti iskolákban a műveletlenség felszámolása érdekében. Néhányat ezek közül az erős privilegizált hatalommal bíró síita ulema (hittudósok) különösen veszélyesnek ítélt. A nyugatosítási trendekre a tradicionalisták úgy tekintettek, mint konkrét támadásra az iszlám hagyományok ellen. Homeini ajatollah Komban összehívta a vezető mardzsákat és meggyőzte őket, hogy bojkottálják a Fehér forradalom népszavazását. 1963. január 22-én Homeini egy deklarációban határozottan elutasította a sah terveit. Két nappal később a sah egy páncélozott hadoszlop élén bevonult Komba, és élesen támadó beszédet mondott az ulema ellen.
Khomeini továbbra is támadta a sah programját, kiáltványt adott ki, amihez megszerezte nyolc magas rangú iráni síita vallási tudós aláírását is. Ebben felsorolta azokat a különféle eseteket, amikben a sah szerinte megszegte az alkotmányt, elítélte az erkölcsi korrupció terjesztését az országban, és az Egyesült Államoknak és Izraelnek való engedelmességgel vádolta a sahot. Egyúttal elrendelte, hogy a norúz ünnepléseket az 1342-es iráni évben (ami 1963-ban március 21-re esett) ne ünnepeljék meg a kormányzati politikák ellen irányuló tiltakozás jeleként.
1963. június 3-án Asura ünnepének délutánján Homeini beszédet tartott a Fejzijeh-medreszénél, amiben párhuzamot vont Jazid muszlim kalifa (akit a síiták zsarnoknak tartanak) és a Reza Pahlavi iráni sah között. Beszédében a sahot nyomorult, silány embernek festette le, és figyelmeztette őt hogy ha nem változtatja meg politikáját, akkor eljön majd a nap, amikor a nép hálát ad majd, amikor az országból távozik.
Homeinire nagy hatással volt ifjúkora egyik leghíresebb ulémája (iszlám hittudósa), a Nagy Modarész, aki elítélte az 1925-ben hatalomra kerülő Pahlavi dinasztia nyugatosító, modernizációs törekvéseit. Reza kán – később Reza sah – uralkodásának első éveiben Homeini Kom korániskolájában tanított, és ifjú kora ellenére már ekkor nagy tekintélyű hittudósként emlegették. A hitbéli dolgok terén szerzett kivételes jártassága mellett rendkívüli, morális autoritása tett már fiatal ulémaként karizmatikus vezetővé.
Homeini a dzsihád hirdetője – a szó mindkét: a szent háború és az iszlám hívő önmegtagadó, belső harca értelmében is. Életformájában a legszigorúbb rendet és aszkézist juttatta érvényre: napi 5-6 óra alvással és 1 tál levessel és darab kenyérrel beérte, és az éjszaka egy részét a Korán olvasásának és az elmélkedésnek szentelte.
1964-től 1979-ig külföldi száműzetésben élt és a vallási fanatikusok, valamint a kapitalizmus vesztes rétegei (a bazár kereskedői, korábbi törzsi vezetők, iparosok) támogatásával szervezte a sah rendszerének a megdöntését. Üzeneteit magnókazettán juttatta el Iránba. Ezeken többek között arról is beszélt, hogy az olyan helyiségek, mint a filmszínházak, vagy bárok a dekandencia és az erkölcsi romlottság fészkei Iránban. Igen valószínű, hogy ezen szónoklatok hatására gyújtotta fel néhány radikális hívő Ábádán azt a filmszínházat, ahol aztán több mint 400 ember pusztult el. A tűz okozásával sokan a SZÁVÁK-ot és a sahot vádolták, amit Homeini ügyesen lovagolt meg és későbbi nyilatkozataiban is a sahot okolta a tragédiáért, amely elvezetett a forradalom kirobbanásához.
Homeini már ekkor nyugatellenes kijelentéseket tett ezekben az üzenetekben. A perszepoliszi parti kapcsán, ami Iránnak súlyos dollármilliókba került, megemlítette az ajatollah, hogy külföldi „vadak és keselyűk” ültek le egy asztalhoz a sahhal, egy „sátáni” ünnepély keretében, melynek jutalma a pokol lesz.
Reza Pahlavi sah távozása után két héttel győzelmesen hazatért 1979 február 1-jén Iránba, kinevezte az új kormányt és gyakorlatilag azonnal megindultak a kivégzések a sah hívei és a nyugatosok ellen. Az országot átkeresztelték iszlám köztársaságra. A decemberben életbe lépett új alkotmány alapján Homeini lett az államfő, a fegyveres erők parancsnoka, a törvények forrása. Ezzel felszámolták a világi államot.
Rendkívül nagy a felelőssége, hogy a forradalom után Iránban a középkort idéző viszonyokat vezettek be (bíráskodás, nők jogai), a modernizáció hívei emigráltak, vagy börtönbe kerültek. Az ajatollah nem volt toleráns a nemzetiségekkel szemben sem. Amikor a kurdok küldöttséget menesztettek hozzá, mely autonómiát és nyelvi jogokat szeretett volna elérni Homeini elutasította, mert szerint megosztja az iráni nemzetet. Ezt összecsapások követték a forradalmi gárda és a kurd milicisták között, sőt a kurdok bojkottálták az iráni népszavazást majdnem 90%-os távolmaradással.
Az iszlám forradalom győzelme után határvillongások robbantak ki Irak és Irán között, noha a két ország közötti területi vitákat egy korábbi szerződés már rendezte. Most azonban Homeini nyíltan hangoztatta, hogy forradalmát ki akarja terjeszteni az iszlám világon belül, és első célpontja Irak volt, ahol nagy számban éltek síiták. A nyugati hatalmakat és a Szovjetuniót aggasztották az iráni események (előbbi a közel-keleti olajérdekeltségeket féltette, utóbbi a közép-ázsiai tagköztársaságok muszlim lakosságának radikalizálódásától tartott), ezért támogatást nyújtottak Szaddám Huszeinnak, Irak diktátorának, hogy támadja meg Iránt.
Husszein tartott a forradalom terjedésétől, ezért felmondta a korábbi szerződést, és további ürügyként hozta fel a iráni Huzesztán tartomány arab lakosságának ügyét, akiket szintén Irakhoz akart csatolni. Megelőző határmenti összecsapásokat követően 1980-ban nyílt és véres háború indult Irak és Irán között.
Homeini elvben elítélte az atom- és vegyi fegyverek alkalmazását, kijelentve, hogy ezek a fegyverek az iszlámmal összeegyeztethetetlenek, azonban a kijelentését halála előtt visszamondta, sőt a forradalmi gárda egyik vezetője szerint maga az ajatollah utasította el egyszer azt, hogy fatvát (halálos kiközösítést) lehessen kivetni az ellen, aki ilyesmit alkalmaz.
A háború 1988-ban ért véget ENSZ közvetítéssel. Homeini állítása szerint nagyon nehezen szánta rá magát a nyugatiak által előterjesztett fegyverszüneti javaslatra. A háború végeredménye dollármilliárdos károk, milliós nagyságrendű halálos áldozatok, több százezer sebesült, vagy másfél millió iráni menekült (sokan nem a háború, hanem Homeini uralma miatt hagyták el az országot). A háború alatt is rengeteg véres megtorlás volt Iránban az ellenzékkel és a régi rendszer képviselőivel szemben. Irán teljes embervesztesége Homeini regnálása alatt így meghaladta a 2 milliót.

## Halála
Homeini idős korára gyakran küszködött szívproblémákkal. Néhány évvel halála előtt már sokat romlott egészségi állapota, egyszer 11 hónapig volt kórházban. 1989 nyarán már több súlyos szívroham érte, végül az utolsó, amely június 3-án következett be már végzetes volt. Nem egészen négy hónappal halála előtt még egy rendeletet adott ki, amelyben fatvát bocsátott ki Salman Rushdie indiai muszlim író ellen A sátáni versek című regénye miatt, amely hatalmas botrányt váltott ki az iszlám világban, mert úgy vélik, tiszteletlenül ábrázolja Mohamed prófétát. A fatva vonatkozott azokra is, akik kiadják, terjesztik, olvassák vagy fordítják is a könyvet, emiatt pedig sokan haltak meg világszerte.
Halálának hírére Irán nagy része gyászba borult és a forró nyári napon hatalmas tömegek vonultak a városok utcáin a siratására. Hogy az embereket kíméljék, tűzoltókocsikkal vízpermetet szórtak a tömegre, hogy azok enyhülést nyerjenek a hőségben. Több helyen olyan tolongás támadt, hogy embereket tapostak halálra. Homeini gyásza során 10 ember halt meg így és további 400 megsérült.[forrás?] Több ezren kaptak el egymástól valamilyen fertőző betegséget, mivel a gyászolók egy része vidékről érkezett, ahol gyakorta nem megfelelő egészségügyi körülmények uralkodtak, így a hőség és a tömeg miatt könnyen átadtak fertőzéseket.[forrás?]
Az ajatollahot Teheránban helyezték végső nyugalomra, temetésén vagy 10 millió ember vett részt az iráni adatok szerint, akik 32 kilométer hosszú utat foglaltak le.[forrás?] Ezzel szemben a nyugati megfigyelők szerint csupán 2 millióan vettek részt valójában a temetésen. Az állami vezetők egy ideig halogatták a temetést, mivel meg kellett teremteni a megfelelő biztonsági feltételeket, ugyanis fanatikusok egy nagy csoportja megrohamozta a ravatalt és felnyitották a koporsót, csak hogy megérinthessék az ajatollah testét. Még ruhadarabokat is le akartak tépni a halottról, amiket szent ereklyeként kívántak tisztelni. Nem egy esetben volt szükség katonák beavatkozására. Végül szigorú őrizet mellett, acélkoporsóban temették el az ajatollahot. 1995-ben mellé temették el fiát, Ahmadot is.

## Házassága és gyermekei
Homeini huszonhét éves korában kötött házasságot az akkor tizenhárom éves Hadijeh Szakafival, egy tekintélyes teheráni síita pap leányával, aki szintén nagy múltra visszatekintő és hírneves családból származott. A párnak hét gyermeke született, közülük kettő meghalt kiskorában.
Fiai apjukhoz hasonlóan mind klerikális hivatást választottak. Homeini legidősebb fia Mosztafa édesapjával tartózkodott iraki száműzetésében, amikor 1977-ben meghalt. Jelentések szerint a sah titkosszolgálata, a SZAVAK gyilkoltatta meg. Apja vértanúnak nevezte Mosztafát, aki szerinte így hozzájárult az iráni forradalom kitöréséhez.
Felesége húsz évvel élte túl Homeinit, halála után férje mellé helyezték végső nyugalomra. Napjainkban az ajatollah három lánya Zahra, Szadikeh és Farideh élnek még. Gyermeikei révén további 15 unokája is van, némelyikük szintén jelentős politikai és vallásvezetői pozíciót tölt be Iránban, köztük Hasszán Homeini, aki az ifjú feltörekvő politikusi nemzedék tagja.